# Богатић (Дрниш)
Богатић (до 1991. године Богетић) је насељено мјесто у саставу града Дрниша, у Шибенско-книнској жупанији, Република Хрватска.

## Географија
Налази се око 16 км западно од Дрниша, a oко 4 км сјеверно налази се истоимено насеље које припада општини Промини. Код Богатића се налази Рошки слап на Крки, са истоименом хидроелектраном.

## Историја
Насеље се до 1991. године звало Богетић. До територијалне реорганизације у Хрватској налазио се у саставу старе општине Дрниш.
Богатић се од распада Југославије до јуна 1992. године налазио у Републици Српској Крајини.

## Становништво
Богатић је према попису становништва из 2011. године имао 94 становника.
| Демографија (Богетић) (Богетић) (Богетић) | Демографија (Богетић) (Богетић) (Богетић) | Демографија (Богетић) (Богетић) (Богетић) |
| Година                                    | Становника                                | Становника                                |
| ----------------------------------------- | ----------------------------------------- | ----------------------------------------- |
| 1961.                                     | 279                                       |                                           |
| 1971.                                     | 308                                       |                                           |
| 1981.                                     | 218                                       |                                           |
| 1991.                                     | 190                                       |                                           |
| 2001.                                     | 113                                       |                                           |
| 2011.                                     |                                           | 94                                        |